# Équipe cycliste Armor

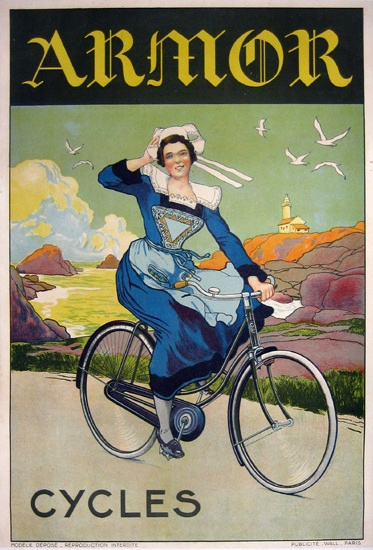
Affiche Cycles Armor

L'équipe cycliste Armor, est une équipe cycliste française de cyclisme professionnel sur route, active entre 1908 et 1947, sponsorisée par les Établissements Armor (de), une entreprise française de construction de bicyclettes de Courbevoie, rachetée par la Société « Gentil et Cie » (Alcyon)

## Principaux résultats

### Compétitions internationales
- GP Wolber 1932 Maurice Archambaud

### Classiques
- Paris-Roubaix 1926 Julien Delbecque
- Grand Prix des Nations 1932 Maurice Archambaud
- Paris-Caen 1933 René Le Grevès
- Paris-Rennes 1933 René Le Grevès, 1937 Albert Beckaert
- Paris-Bruxelles 1937 Albert Beckaert

### Courses par étapes
- Tour des Flandres 1925 Julien Delbecque

### Bilan sur les grands tours
- Tour de France
  - Victoires d'étapes 
    - 3e, 4e et 5e étapes en 1912 : Eugène Christophe, 2e du classement général.
    - 11e, 13e, 15e étapes du 1912 : Jean Alavoine
    - 13e étape en 1924 : Arsène Alancourt
    - 7e étape du 25 : Omer Huyse
    - 22e étape en 1933 : René Le Grevès[note 1]
    - 2e, 5e, 10e et 21e étapes en 1934 : René Le Grevès
    - 10e et 19e étapes du 1936 : Paul Maye

### Championnats nationaux
- Champion de France de cyclo-cross 1912 Eugène Christophe

## Effectifs
- 1912
  - Jean Alavoine
  - Eugène Christophe
  - Charles Cruchon

- 1913
  - Hector Heusghem
  - Ernest Paul
  - Léon Scieur

- 1914
  - Henri Devroye

- 1922
  - Arsène Alancourt
  - Marcel Bidot

- 1923
  - Arsène Alancourt

- 1924
  - Arsène Alancourt

- 1925
  - Arsène Alancourt
  - Julien Delbecque
  - Giuseppe Enrici
  - Omer Huyse
  - Jules Matton

- 1926
  - Théophile Beeckman
  - Julien Delbecque
  - Jules Matton
  - Joseph Muller

- 1927
  - Jules Matton
  - Joseph Mauclair
  - Joseph Muller
  - Julien Vervaecke

- 1928
  - Julien Delbecque
  - Fernand Fayolle
  - Joseph Mauclair
  - Julien Vervaecke

- 1932
  - Maurice Archambaud
  - Henri Lemoine
  - Joseph Mauclair
  - Jean Wauters

- 1933
  - René Le Grevès

- 1934
  - Sauveur Ducazeaux
  - René Le Grevès
  - Robert Tanneveau

- 1935
  - Jules Rossi
  - Robert Tanneveau

- 1936
  - Paul Maye
  - Robert Tanneveau

- 1937
  - Jérôme Dufromont
  - Albert Beckaert
  - Jean Goujon
  - Paul Maye
  - Robert Tanneveau

- 1938
  - Jérôme Dufromont
  - Albert Beckaert
  - Paul Frantz
  - Robert Tanneveau

- 1939
  - Albert Beckaert
  - Robert Tanneveau
  - Robert Van Eenaeme

- 1947
  - Achiel Buysse